# ماريانو زاباليتا
ماريانو زاباليتا (بالإسبانية: Mariano Zabaleta)‏ (ولد في 28 فبراير 1978) هو لاعب كرة المضرب محترف متقاعد.

## وصلات خارجية
- ماريانو زاباليتا على موقع رابطة محترفي التنس (الإنجليزية)
- ماريانو زاباليتا على موقع الاتحاد الدولي لكرة المضرب (الإنجليزية)
- ماريانو زاباليتا على موقع كأس ديفيز (الإنجليزية)
- ماريانو زاباليتا على موقع خلاصة التنس.كوم (الإنجليزية)
- ماريانو زاباليتا على موقع إي إس بي إن.كوم (الإنجليزية)
- ماريانو زاباليتا على موقع أوليمبيديا (الإنجليزية)